# Short C-23 Sherpa

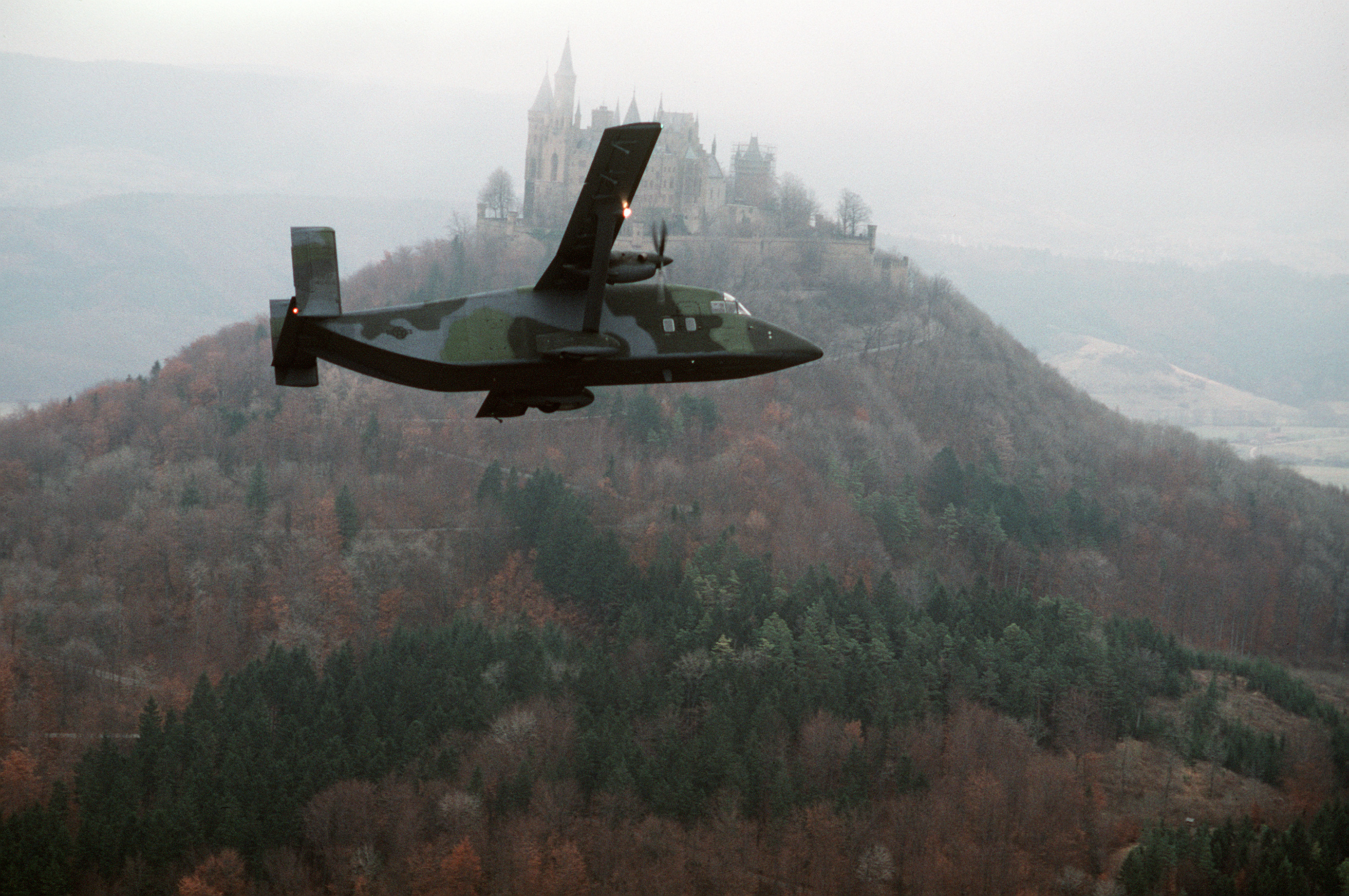
C-23A Sherpa на фоне замка, 1984 год.

Шорт C-23 «Шерпа» (англ. Short C-23 Sherpa, «Воздушный змей») — лёгкий военно-транспортный самолет.
Разработан фирмой «Шорт» (Англия) на базе модели Short 330. Первый полёт совершил в 1984 году.
В марте 1984-го фирма «Шорт» получила от ВВС контракт на 165 млн долларов, для производства 18 машин типа «Шерпа» и на материально-техническое обеспечение и обслуживание их в течение десяти лет.
Расчетный безопасный срок службы самолёта — 40 000 полётов.

## Модификации
C-23A Sherpa18 самолётов.
C-23B Sherpa16 самолётов
C-23B+ Super Sherpa
C-23C
C-23D

## Тактико-технические характеристики

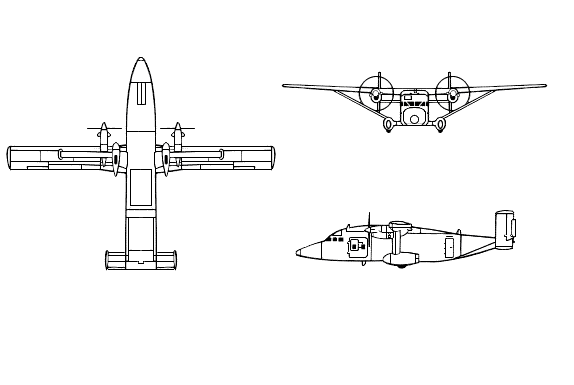
Схема самолёта

Приведённые ниже характеристики соответствуют модификации C-23A:
Источник данных: «Уголок неба», Jane's All the World's Aircraft, 1988-1989

Технические характеристики
- Экипаж: 2-3 человека
- Пассажировместимость: 30 солдат или 28 парашютистов или 15 раненых на носилках с 3 сопровождающими
- Грузоподъёмность: 3 175 кг
- Длина: 17,69 м
- Размах крыла: 22,76 м
- Высота: 4,95 м
- Площадь крыла: 42,08 м²
- Коэффициент удлинения крыла: ~13
- Профиль крыла: корни: NACA 63A418; законцовки: NACA 63A414[3]
- Масса пустого: 6 680 кг
- Масса снаряжённого: 8 650 кг
- Нормальная взлётная масса: 10 390 кг
- Максимальная взлётная масса: 11 566 кг
- Масса топлива во внутренних баках: 1 740 кг
- Объём топливных баков: 2 182 л
- Силовая установка: 2 × ТВД Pratt & Whitney Canada PT6A-45-R
- Мощность двигателей: 2 × 1 197 л.с. (2 × 894 кВт)
- Воздушный винт: пятилопастный, малоскоростной «Хартцелл» фиксированного шага
- Диаметр винта: 2,82 м

Лётные характеристики
- Максимальная скорость: 352 км/ч на 3 050 м
- Крейсерская скорость: 296 км/ч
- Скорость сваливания: 136 км/ч (с выпущенными шасси и закрылками)
- Практическая дальность: 1 240 км (с нагрузкой 1 966 кг)
- Практический потолок: 3 500 м (или 6 095 м)
- Скороподъёмность: 10 м/с
- Нагрузка на крыло: 247 кг/м²
- Тяговооружённость: 170 Вт/кг
- Аэродинамическое качество: ~15

## Эксплуатанты
США
- ВВС США
- Армия США
  - Армия Национальной гвардии США
- NASA[4]
- Лесная служба США

 Бразилия

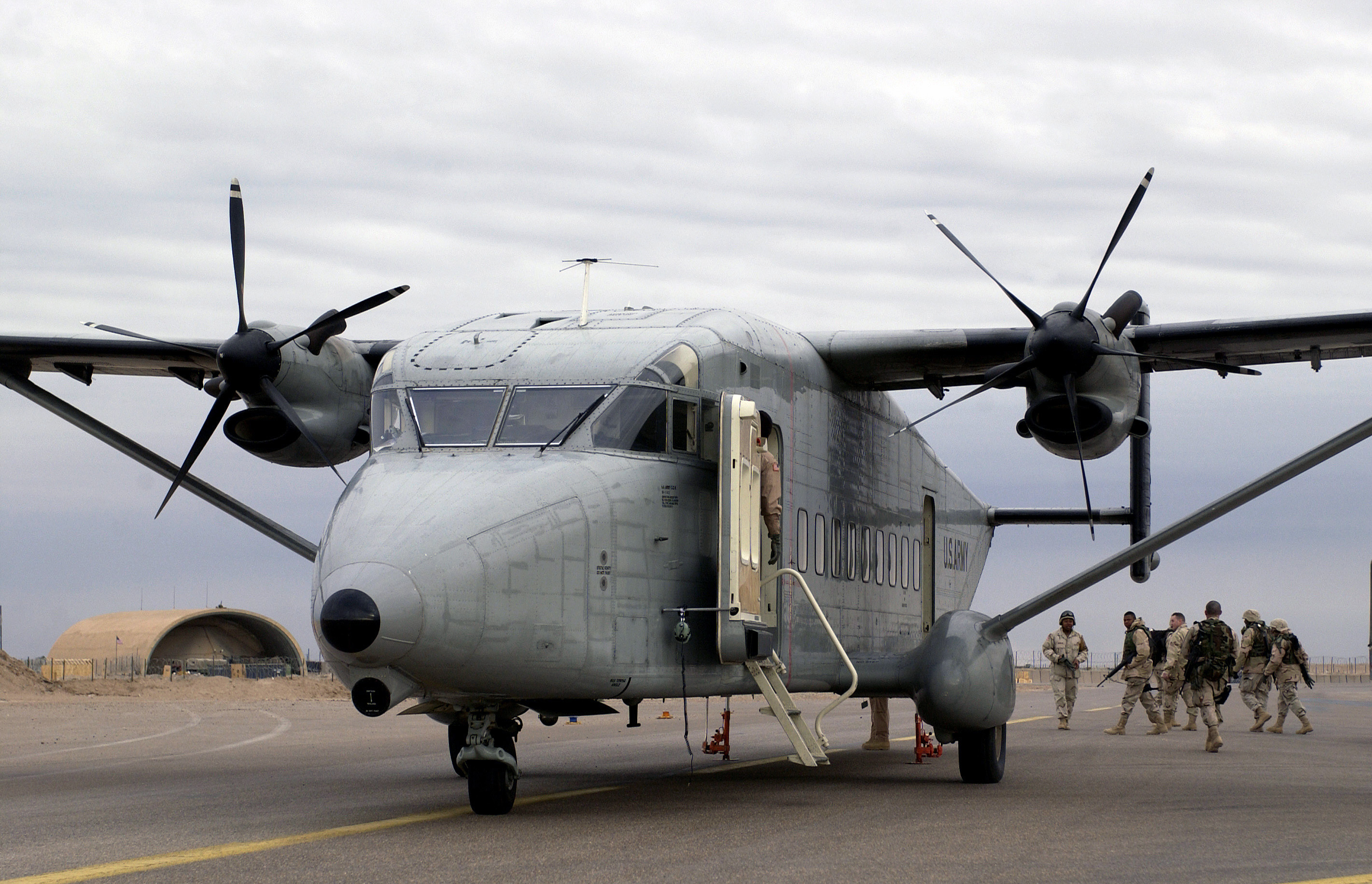
C-23B Sherpa в Ираке, 2004 год

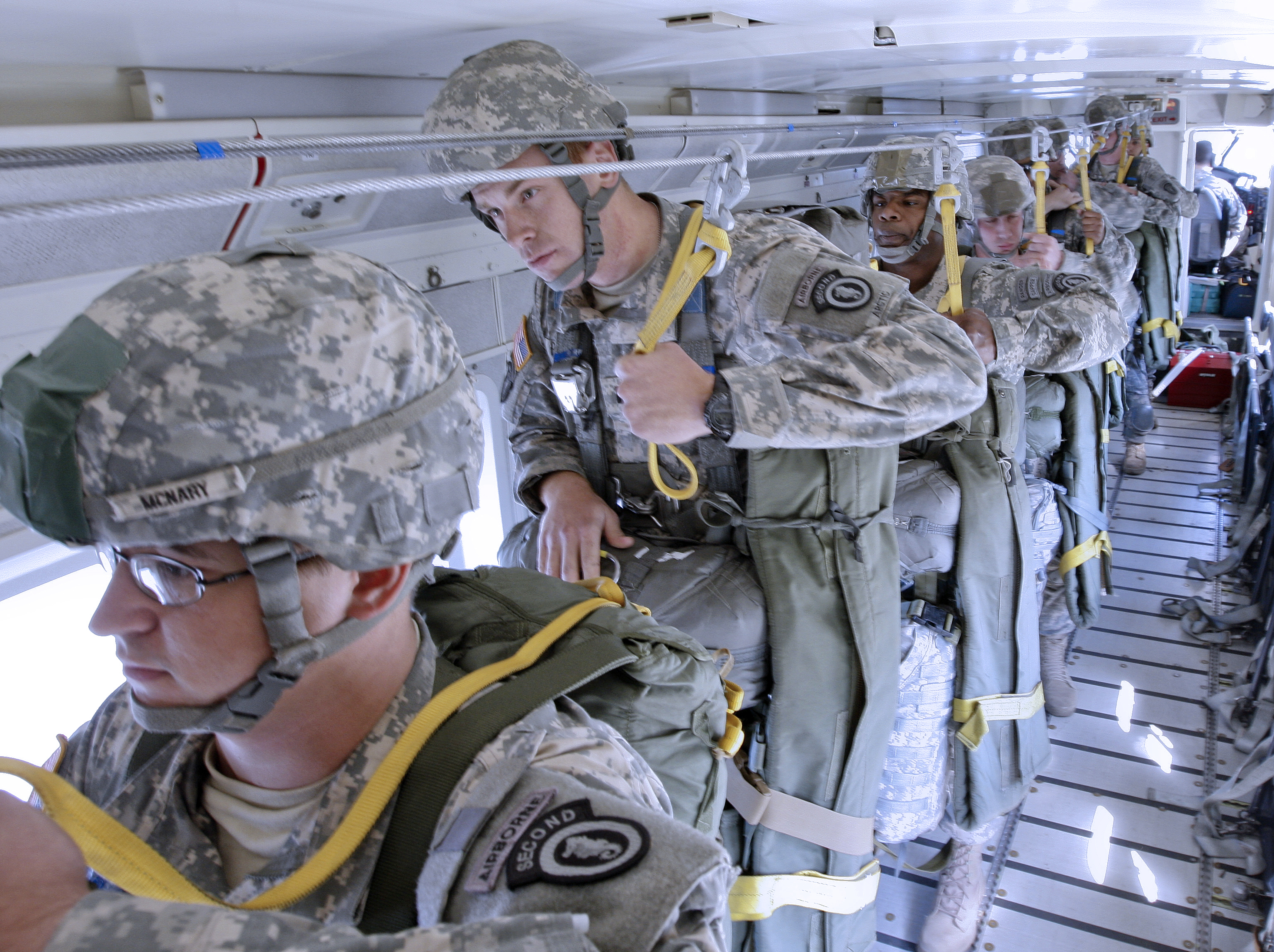
Парашютисты на борту C-23 во время учений. Аляска, 2013 год.

- Сухопутные войска Бразилии – в 2016 году получены 8 C-23B, ранее принадлежавших НГ США.[5]

 Джибути
- Военно-воздушные силы Джибути

### Гражданские
Самолёты из состава ВВС США и Армии США были проданы различным гражданским операторам, включая:
 США
- Era Aviation[6]
- Freedom Air[6]
- Департамент шерифа графства Ричленд (Южная Каролина)[6]

 Филиппины
- Royal Star Aviation[6]